# 3312 Pedersen
3312 Pedersen (1984 SN) là một tiểu hành tinh vành đai chính được phát hiện ngày 24 tháng 9 năm 1984 bởi K. Augustesen ở Brorfelde.